# Rotonda de los Hidalguenses Ilustres
La Rotonda de los Hidalguenses Ilustres es un monumento ubicado en la ciudad de Pachuca de Soto, Hidalgo, México. Fue construida para alojar los restos de los personajes emblemáticos del estado de Hidalgo; se encuentra sobre Río de las Avenidas entre Ramírez Ulloa y Cinco de febrero, en la colonia Periodistas.

## Historia

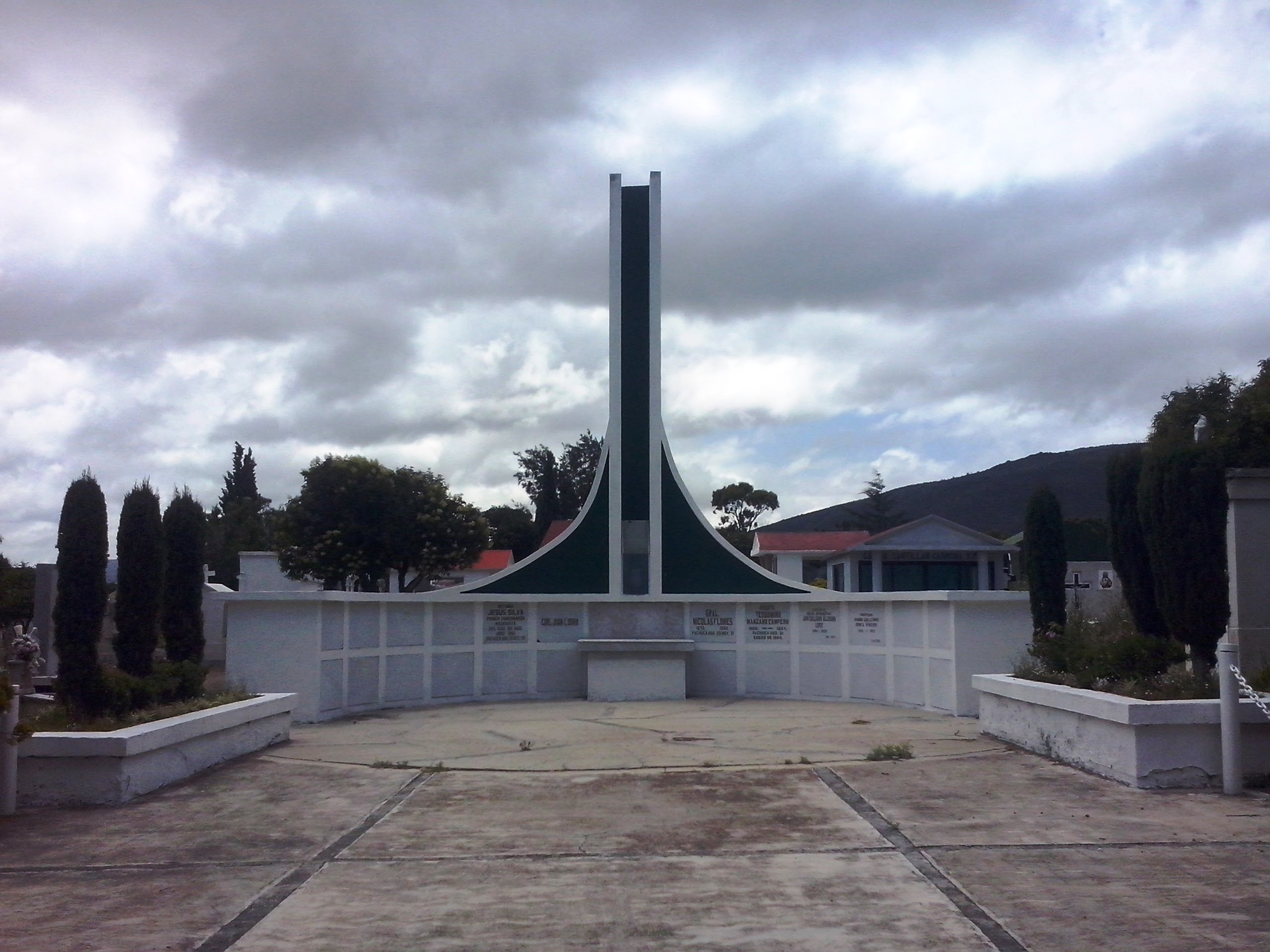
Vieja Rotonda de los Hidalguenses Ilustres.

En el año de 1969 se construyó una Rotonda de los Hidalguenses Ilustres, en el centro del Panteón Municipal de Pachuca. Se trata de una pequeña rotonda semicircular, en la parte central cuenta una pequeña torre. En esta rotonda se encontraban los restos de Juan C. Doria, Teodomiro Manzano, Nicolás Flores, Juan Guillermo Villasana, Ramón G. Bonfil, además de Francisco P. Mariel, Ramón Rosales y Julián Villagrán.
Durante los festejos del Bicentenario de la Independencia de México y el Centenario de la Revolución Mexicana se construyó esta rotonda y se inauguró el 16 de noviembre de 2010. La construcción fue realizada por la secretaría de Obras Públicas de Hidalgo y se yergue en una superficie de 1628 m²; con una inversión de quince millones de pesos.
En años recientes el monumento ha sufrido del vandalismo, han desaparecido las placas de metal en las que esculpieron los nombres de los municipios hidalguenses, además de reflectores y piezas talladas en piedra, así como algunos grafitis.

## Arquitectura

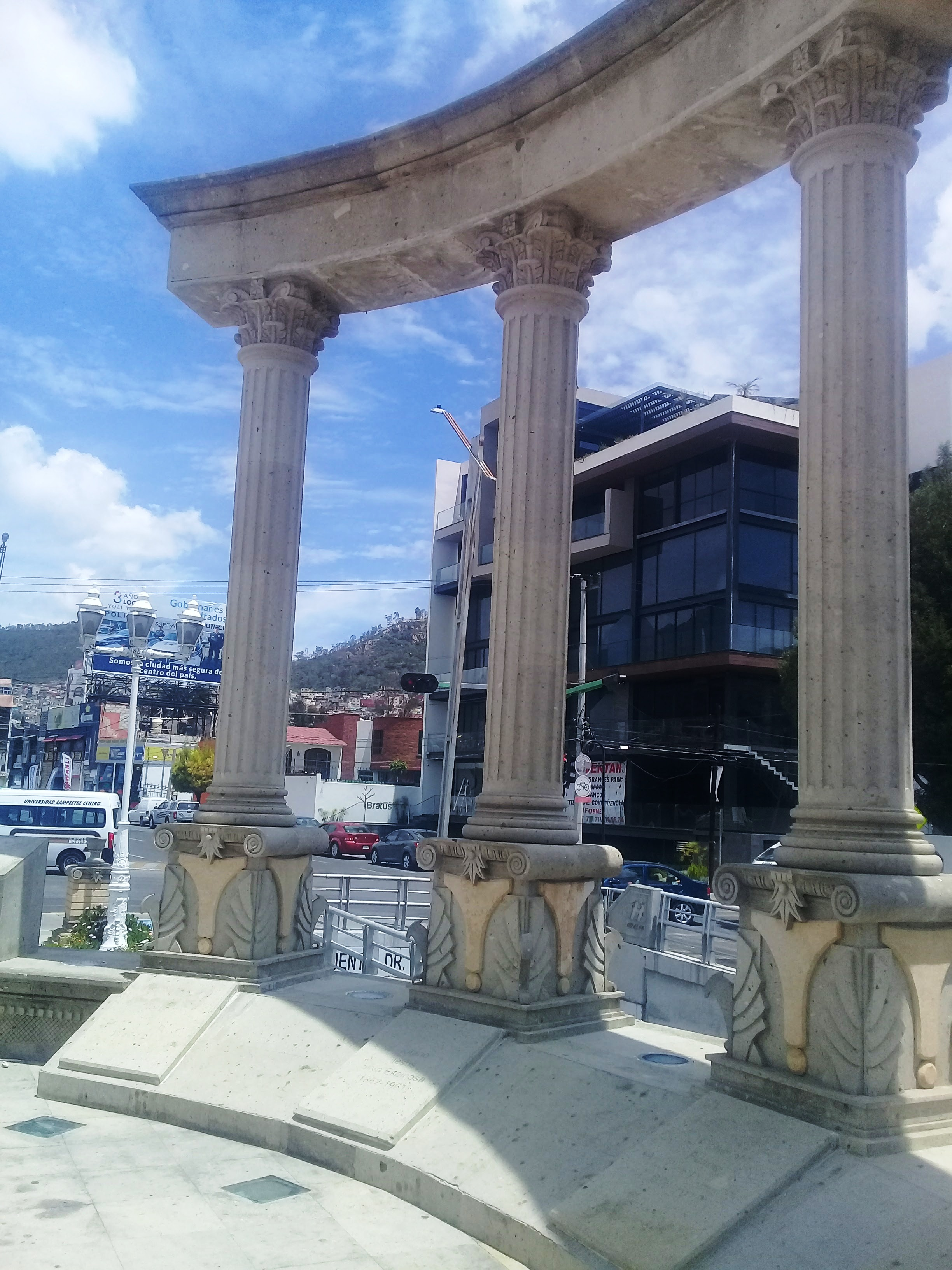
Detalle de las columnas.

Cuenta con 12 columnas forradas de cantera de la región de los municipios de Huichapan y Mineral del Monte, las cuales tienen una altura de 4.20 m; en la basa de cada una de las doce columnas se encuentran cuatro pequeñas esculturas de un águila, y su capitel es de orden corintio.
El elemento principal que se compone de cuatro columnas corintias de 4.68 m de altura, que nacen de una base cuadrangular con retablos de cantera; el acceso a la rotonda es a través de unas escalinatas forradas de cantera, a sus extremos se encuentran colocadas cuatro copas de cantera color blanco colocadas en los extremos de los barandales y en el centro el escudo del estado de Hidalgo.
La Rotonda está rodeada por un retablo y tiene como principal característica los glifos de los 84 municipios del estado de Hidalgo grabados en cantera en alto y bajo relieve; toda la obra tiene una iluminación dirigida del piso al techo.
Tiene capacidad para setenta criptas, de las cuales a la fecha hay alrededor de veinte. La mayoría de quienes tienen inscrito su nombre en la rotonda son por inhumaciones virtuales (donde no hay cuerpos), ya que hay casos en donde no se han podido recuperar los restos así, se optó por inhumaciones virtuales con objetos personales de estos personajes.

## Personas en la Rotonda

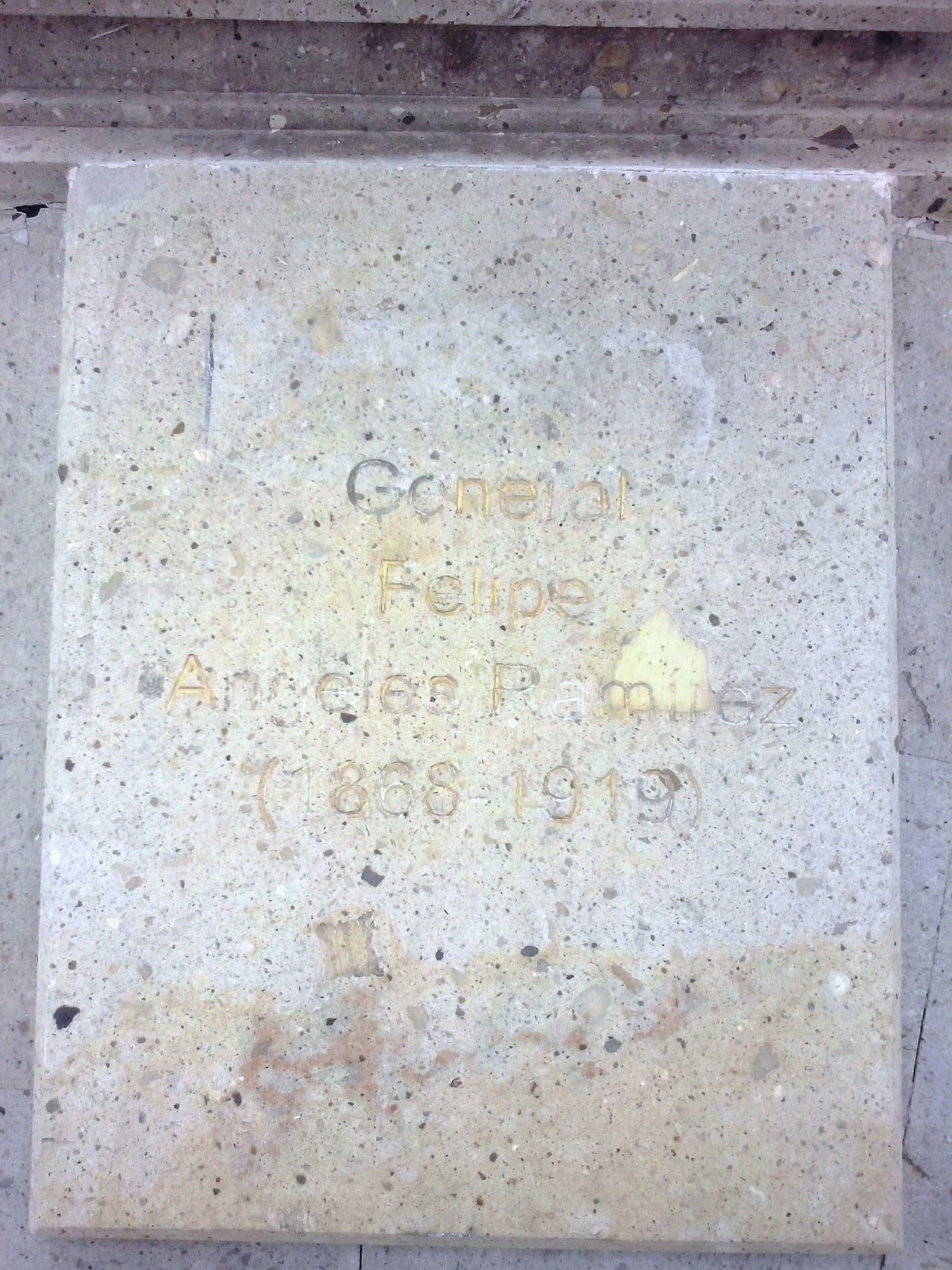
Placa en honor de Felipe de Jesús Ángeles Ramírez.

1. Juan Crisostomo Doria González (1839 - 1869), primer gobernador del estado.[2]
2. Jesús Silva Espinoza (1862 - 1961), primer gobernador maderista.[2]
3. Felipe de Jesús Ángeles Ramírez (1869 - 1919), militar revolucionario.[2]
4. Nicolás Flores Rubio (1873 - 1933), defensor del constitucionalismo revolucionario.[2]
5. Juan Guillermo Villasana López (1891 - 1959), pionero de la aviación mexicana.[2][7]
6. Teodoro Manzano Campero (1866 - 195), pedagogo e historiador de la entidad.[2]
7. Ramón Guillermo Bonfil Viveros (1905 - 1997), destacado educador y político.[2][8]
8. Elisa Acuña Rosseti (1872 - 1946), periodista, que denunció al régimen porfirista.[2][9]
9. Ramón María Rosales Rodríguez (1872 - 1928), precursor del movimiento Maderista.[2][10]
10. Francisco de Paula Mariel y Careta (1887 - 1943), iniciador de la Revolución Mexicana en Hidalgo.[2][11]
11. José Francisco Osorno (1769- 1824),[nota 1] impulsor de la Independencia de México.[2][12]
12. Julián Villagrán (1760 - 1813),[nota 1] impulsor de la Independencia de México.[2][13]
13. Manuel Fernando Soto Pastrana (1825 - 1898),[nota 1] principal promotor de la erección del estado de Hidalgo.[14][15]
14. Margarita Michelena Chillón Rodríguez (1917 - 1998),[nota 1] poetisa, crítica literaria, periodista y traductora.[14][16]
15. María Luisa Ross Landa (1880 - 1945),[nota 1] maestra, periodista y escritora.[17][18]
16. Efrén Rebolledo (1877 - 1929),[nota 1] poeta y escritor.[17][19]
17. Abundio Martínez Martínez (1865 - 1914),[nota 1] músico y compositor.[20][21]
18. María Vargas de Ita (1915 - 2005), precursora del nivel preescolar en la entidad y promotora por el voto de la mujer.[20][22]